# Clovis Sagot
Clovis Sagot (* 1854; † Februar 1913) war ursprünglich ein französischer Clown, der ab 1904 Kunsthändler in Paris war. Bekannt wurde er als einer der ersten Kunsthändler Pablo Picassos nach Pere Mañach, Ambroise Vollard und Berthe Weill.

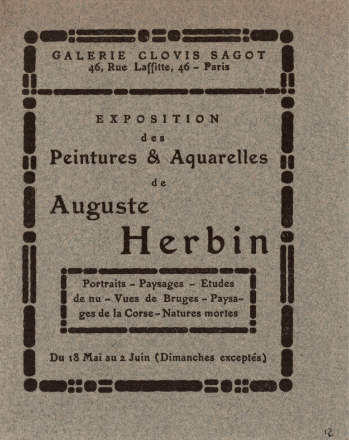
Auguste Herbin bei Clovis Sagot (1908)

## Leben und Wirken
Clovis Sagot gab seine Arbeit als Clown im Zirkus Medrano auf und kaufte im Jahr 1904 eine alte Apotheke in der Rue Laffitte 46 in Paris, die er zu einer kleinen Galerie umwandelte. Um ihn von Edmond, einem älteren Bruder Sagots – einem Kunsthändler, der mit Stichen handelte, – zu unterscheiden, wurde Clovis Sagot le frère (der Bruder) genannt.
Im Jahr 1905 lud Pablo Picasso, der Geld benötigte, Clovis Sagot zu einem Besuch in sein Atelier im Bateau-Lavoir ein. Sagot wählte drei Werke aus und wollte 700 Francs zahlen, was Picasso ablehnte. Nach weiteren Verhandlungen musste er das letzte Angebot von 300 Francs annehmen. Unter den drei Werke waren zwei Gouachen, Die drei Holländerinnen und Nacktes Mädchen mit Blumenkorb aus dem Jahr 1905. Picasso bezeichnete Sagot gegenüber dem französischen Fotografen Brassaï später als „fast einen Wucherer“.
Picasso führte die Kunstsammler Leo und Gertrude Stein in die Galerie Sagots ein. Leo Stein kaufte bei dieser Gelegenheit im Jahr 1905 sein erstes Gemälde von Picasso, Nacktes Mädchen mit Blumenkorb aus der Rosa Periode, das seiner Schwester Gertrude Stein nicht zusagte. Die Malerin Marie Laurencin hatte bei Sagot 1907 eine Ausstellung, auf der sie Picasso mit Guillaume Apollinaire bekanntmachte. Wenig später wurden Laurencin und Apollinaire ein Paar.
1909 malte Picasso ein Ölporträt von Clovis Sagot, das der Galerist vom Künstler erwarb. Das Gemälde hängt gegenwärtig in der Hamburger Kunsthalle. Es zeigt nur relativ geringe Ansätze zur kubistischen Abstraktion. In einem Artikel im Spiegel aus dem Jahr 1981 wird darüber spekuliert, ob Sagot Einfluss auf die Gestaltung des Bildes genommen hat: „Clovis Sagot, von Picasso wohl im Frühjahr 1909 gemalt, sitzt jedenfalls (auf eigenen Wunsch?) ziemlich intakt da. Der Kubismus geht ihm nur zaghaft ans Jackett, sein Kopf ist völlig unzerbrochen, wenn auch so großformig vereinfacht, daß höchstens geraten werden kann, ob er mit Sympathie oder vielleicht ironisch gesehen sei.“
Im Jahr 1911 kaufte Sagot keine Werke von Picasso mehr, da der geforderte Preis über seinen finanziellen Möglichkeiten lag, und wandte sich den kubistischen Arbeiten des jungen Malers Juan Gris zu, für den er auch dessen erste Ausstellung organisierte.
Im Februar 1913 starb Clovis Sagot. Apollinaire schrieb am 13. Februar 1913 in der Zeitung L'Intransigeant  einen Beitrag zu seinem Gedenken, in dem er ihn als „eine Art von Père Tanguy der jungen Maler von Heute“ bezeichnete und feststellte, dass er zu dem Zeitpunkt gestorben sei, als die von ihm gehandelten kritisierten Werke berühmt zu werden begannen. Die Witwe Sagots führte die Galerie bis zum Beginn des Ersten Weltkriegs im Jahr 1914 fort. Im Angebot der Galerie waren Werke von Picasso, Gris, Auguste Herbin, Albert Gleizes, Fernand Léger, André Lhote, Marie Laurencin, Jean Metzinger und Otto van Rees.